# Kanal D
Kanal D – turecka stacja telewizyjna, nadająca regularny program od 19 grudnia 1993, od 2018 stanowiąca część grupy Demirören Holding. Od 1 września 2008 funkcjonuje również Kanal D HD (pierwszy turecki kanał w jakości HD).
Od 1996 do Kanal D należy także międzynarodowy kanał Euro D, dostępny w internecie.
15 lutego 2007 w Rumunii wystartował inny kanał o tej samej nazwie (Kanal D).